# Göran Nicklasson
Göran Nicklasson, né le 20 août 1942 en Suède et mort le 27 janvier 2018 à Åmål, est un joueur de football international suédois qui évoluait au poste de milieu de terrain.

## Biographie

### Carrière en club
Göran Nicklasson joue en faveur du GIF Sundsvall puis de l'IFK Göteborg.
Avec l'IFK Göteborg, il dispute 154 matchs en championnat, inscrivant un total de 35 buts. Il réalise sa meilleure saison lors de l'année 1967, où il marque 7 buts.
Il remporte un titre de champion de Suède avec l'IFK, pour ce qui constitue le seul titre de sa carrière. Ce titre de champion lui permet de disputer deux matchs en Coupe d'Europe des clubs champions lors de la saison 1970-1971.

### Carrière en sélection
Avec l'équipe de Suède, il joue 8 matchs et inscrit un but entre 1969 et 1970. 
Il joue son premier match en équipe nationale le 24 septembre 1969 en amical contre la Hongrie. À cette occasion, il inscrit son seul but en sélection. Il joue son dernier match le 26 août 1970 contre la Finlande.
Il figure dans le groupe des sélectionnés lors de la Coupe du monde de 1970. Lors du mondial organisé au Mexique, il joue deux matchs : contre l'Italie et l'Uruguay.

## Palmarès
IFK Göteborg
- Championnat de Suède (1) :
  - Champion : 1969.